# Copa Brasil de Voleibol Feminino de 2015
A Copa Brasil de Voleibol Feminino de 2015 foi a quarta edição desta competição organizada pela Confederação Brasileira de Voleibol através da Unidade de Competições Nacionais. Participaram do torneio oito equipes provenientes de três estados brasileiros: São Paulo, Rio de Janeiro, Minas Gerais e o Distrito Federal. O torneio foi realizado no Ginasio Poliesportivo São Gonçalo, em Cuiabá, Mato Grosso.
O EC Pinheiros conquistou seu primeiro título na competição ao vencer o Sesi-SP na decisão por três sets a dois.

## Regulamento
Classificaram-se para a disputa da Copa Brasil de 2015 as oito melhores equipes da Superliga 2014/2015. O torneio foi disputado em sistema de eliminatória simples, em jogo único, com fases de quartas-de-final, semifinais e final.
Todas as partidas do torneio foram realizadas no Ginasio Poliesportivo São Gonçalo, Cuiabá (MT)

## Equipes participantes
Oito equipes disputaram o título da Copa Brasil de Voleibol Feminino. São elas:
| Equipe Nome fantasia                        | Ginásio Cidade                           | Capacidade | Última participação | Superliga 2014/2015 |
| ------------------------------------------- | ---------------------------------------- | ---------- | ------------------- | ------------------- |
| Rio de Janeiro VC Rexona/Ades Rio           | Maracanãzinho Rio de Janeiro             | 12 000     | Cuiabá 2014         | 1º                  |
| Sesi-SP                                     | Sesi Vila Leopoldina São Paulo           | 800        | Cuiabá 2014         | 2º                  |
| Osasco VC Molico/Nestlé Osasco              | José Liberatti Osasco                    | 4 500      | Cuiabá 2014         | 3º                  |
| EC Pinheiros                                | Henrique Villaboim São Paulo             | 1 100      | Cuiabá 2014         | 4º                  |
| Praia Clube Banana Boat/Praia Clube         | Oranides Borges do Nascimento Uberlândia | 1 730      | Cuiabá 2014         | 5º                  |
| Brasília Vôlei                              | Sesi Taguatinga Taguatinga               | 1 150      | Estreante           | 6º                  |
| Minas TC                                    | Arena JK Belo Horizonte                  | 3 650      | Cuiabá 2014         | 7º                  |
| São Caetano São Cristóvão Saúde/São Caetano | Lauro Gomes São Caetano do Sul           | 5 000      | Curitiba 2008       | 8º                  |

## Resultados
|  | Quartas-de-final | Quartas-de-final | Quartas-de-final |         |           | Semifinais     | Semifinais | Semifinais |  |  | Final | Final     | Final |
|  |                  |                  |                  |         |           |                |            |            |  |  |       |           |       |
|  | 1º               | Rio de Janeiro   | 3                |         |           |                |            |            |  |  |       |           |       |
|  | 8º               | São Caetano      | 0                |         |           |                |            |            |  |  |       |           |       |
|  | 8º               | São Caetano      | 0                |         | 1º        | Rio de Janeiro | 1          |            |  |  |       |           |       |
|  |                  |                  |                  |         | 1º        | Rio de Janeiro | 1          |            |  |  |       |           |       |
|  |                  | 4º               | Pinheiros        | 3       |           |                |            |            |  |  |       |           |       |
|  | 4º               | 4º               | Pinheiros        | 3       | Pinheiros | 3              |            |            |  |  |       |           |       |
|  | 4º               |                  |                  |         | Pinheiros | 3              |            |            |  |  |       |           |       |
|  | 5º               | Praia Clube      | 1                |         |           |                |            |            |  |  |       |           |       |
|  |                  |                  |                  |         |           |                |            |            |  |  | 4º    | Pinheiros | 3     |
|  |                  |                  | 2º               | Sesi-SP | 2         |                |            |            |  |  |       |           |       |
|  | 2º               | Sesi-SP          | 3                |         |           |                |            |            |  |  |       |           |       |
|  | 7º               | Minas TC         | 0                |         |           |                |            |            |  |  |       |           |       |
|  | 7º               | Minas TC         | 0                |         | 2º        | Sesi-SP        | 3          |            |  |  |       |           |       |
|  |                  |                  |                  |         | 2º        | Sesi-SP        | 3          |            |  |  |       |           |       |
|  |                  | 3º               | Osasco           | 1       |           |                |            |            |  |  |       |           |       |
|  | 3º               | 3º               | Osasco           | 1       | Osasco    | 3              |            |            |  |  |       |           |       |
|  | 3º               |                  |                  |         | Osasco    | 3              |            |            |  |  |       |           |       |
|  | 6º               | Brasília Vôlei   | 1                |         |           |                |            |            |  |  |       |           |       |

## Classificação final
| Posição | Equipe         |
| ------- | -------------- |
|         | Pinheiros      |
|         | Sesi-SP        |
|         | Rio de Janeiro |
| 4º      | Osasco         |
| 5º      | Brasília Vôlei |
| 6º      | Minas TC       |
| 7º      | Praia Clube    |
| 8º      | São Caetano    |

| Copa Brasil de Voleibol Feminino de 2015 |
| São Paulo                                |
| ---------------------------------------- |
| EC Pinheiros Campeão (Primeiro título)   |